# Ernest Ludwig Daman
Ernest Ludwig Daman (Hannover, 14 de março de 1923) é um engenheiro mecânico, inventor e empresário alemão/estadunidense. Foi vice-presidente sênior da Foster Wheeler Corporation. Foi presidente da Sociedade dos Engenheiros Mecânicos dos Estados Unidos (ASME) em 1988-89.

## Biografia
Nascido em Hannover, Alemanha, Daman obteve o bacharelado em engenharia mecânica no Polytechnic Institute of Brooklyn, atual Instituto Politécnico da Universidade de Nova Iorque em 1943. Após servir o exército em 1944-1946, começou sua longa carreira na Foster Wheeler Corporation.
Trabalhou na Foster Wheeler Corporation, onde aposentou-se em 1988 como vice-presidente sênior. No mesmo ano, em 1988, foi induzido na Academia Nacional de Engenharia dos Estados Unidos.

## Publicações selecionadas
- Ernest L. Daman, Robert J. Zoschak. Supercharged Boiler: Design, Development and Application. 1956.

Patentes selecionadas
- Daman, Ernest L., Henry Phillips, John Blizard, and John J. Vail, "Vapor-liquid separator." U.S. Patent No. 3,296,779. 10 Jan. 1967.
- Daman, Ernest L. "Combined-cycle power generation system using a coal-fired gasifier." U.S. Patent No. 5,375,408. 27 Dec. 1994.
- Daman, Ernest L., Francis D. Fitzgerald, and Robert J. Zoschak. "Staged furnaces for firing coal pyrolysis gas and char." U.S. Patent No. 5,327,726. 12 Jul. 1994.